# Nepetinae
Sous-tribu
Les Nepetinae sont une sous-tribu de plantes à fleurs dicotylédones de la famille des Lamiacées, de la sous-famille des Nepetoideae et de la tribu des Mentheae.
Le genre type est Nepeta L.

## Liste des genres
Agastache – Cedronella – Dracocephalum – Drepanocaryum – Glechoma – Heterolamium – Hymenocrater – Hyssopus – Kudrjaschevia – Lallemantia – Lophanthus – Marmoritis – Meehania – Nepeta

## Publication originale
- Dumortier B.C.J., 1827. Florula Belgica, opera majoris prodromus. 172 pp., Casterman, Tornacum Nerviorum. Page : 47.